# Fields of Gold: The Best of Sting 1984-1994
| Recensione           | Giudizio |
| -------------------- | -------- |
| AllMusic             |          |
| Entertainment Weekly | (B)      |
| Rolling Stone        |          |

Fields of Gold: The Best of Sting 1984-1994 è la prima raccolta del cantante britannico Sting, pubblicata nel novembre del 1994.

## Descrizione
Raccoglie i successi dei suoi primi quattro album da solista: The Dream of the Blue Turtles, ...Nothing Like the Sun, The Soul Cages e Ten Summoner's Tales. Sono inoltre presenti due brani inediti, When We Dance e This Cowboy Song, entrambi pubblicati come singoli (anche se la versione di This Cowboy Song presente nella raccolta sarà utilizzata solo come lato B, in quanto sul lato A verrà pubblicata una nuova versione reggae del brano registrata da Sting in collaborazione con Pato Banton).
Nella raccolta è anche presente una versione alternativa di We'll Be Together, che vede Eric Clapton alla chitarra. It's Probably Me è presente nella versione utilizzata nella colonna sonora del film Arma letale 3, quindi non è quella inserita nell'album Ten Summoner's Tales. Nonostante non sia riportato nelle note di copertina, la versione di Why Should I Cry for You inserita in questa raccolta differisce da quella apparsa nell'album The Soul Cages.
L'edizione internazionale della raccolta contiene cinque tracce non incluse nell'edizione statunitense, ma a differenza di quest'ultima non presenta Be Still My Beating Heart e Fortress Around Your Heart.

## Tracce
Testi e musiche di Sting.

### Edizione statunitense
1. When We Dance – 5:59
  - Inedito
2. If You Love Somebody Set Them Free – 4:15 
  - Originariamente pubblicata nell'album The Dream of the Blue Turtles (1985)
3. Fields of Gold – 3:39
  - Originariamente pubblicata nell'album Ten Summoner's Tales (1993)
4. All This Time – 4:55
  - Originariamente pubblicata nell'album The Soul Cages (1991)
5. Fortress Around Your Heart – 4:36
  - Versione remixata della canzone originariamente pubblicata nell'album The Dream of the Blue Turtles (1985)
6. Be Still My Beating Heart – 5:32
  - Originariamente pubblicata nell'album ...Nothing Like the Sun (1987)
7. They Dance Alone (Cueca Solo) – 7:10
  - Originariamente pubblicata nell'album ...Nothing Like the Sun (1987)
8. If I Ever Lose My Faith in You – 4:31
  - Originariamente pubblicata nell'album Ten Summoner's Tales (1993)
9. Fragile – 3:53
  - Originariamente pubblicata nell'album ...Nothing Like the Sun (1987)
10. Why Should I Cry for You? – 4:50
  - Versione remixata della canzone originariamente pubblicata nell'album The Soul Cages (1991)
11. Englishman in New York – 4:27
  - Originariamente pubblicata nell'album ...Nothing Like the Sun (1987)
12. We'll Be Together – 3:51
  - Versione alternativa della canzone originariamente pubblicata nell'album ...Nothing Like the Sun (1987)
13. Russians – 3:58
  - Originariamente pubblicata nell'album The Dream of the Blue Turtles (1985)
14. This Cowboy Song – 5:00
  - Inedito

### Edizione internazionale
1. When We Dance – 5:59
  - Inedito
2. If You Love Somebody Set Them Free – 4:15 
  - Originariamente pubblicata nell'album The Dream of the Blue Turtles (1985)
3. Fields of Gold – 3:39
  - Originariamente pubblicata nell'album Ten Summoner's Tales (1993)
4. All This Time – 4:55
  - Originariamente pubblicata nell'album The Soul Cages (1991)
5. Englishman in New York – 4:27
  - Originariamente pubblicata nell'album ...Nothing Like the Sun (1987)
6. Mad About You - 3:54
  - Originariamente pubblicata nell'album The Soul Cages (1991)
7. It's Probably Me - 5:10
  - Originariamente pubblicata nella colonna sonora del film Arma letale 3 (1992)
8. They Dance Alone (Cueca Solo) – 7:10
  - Originariamente pubblicata nell'album ...Nothing Like the Sun (1987)
9. If I Ever Lose My Faith in You – 4:31
  - Originariamente pubblicata nell'album Ten Summoner's Tales (1993)
10. Fragile – 3:53
  - Originariamente pubblicata nell'album ...Nothing Like the Sun (1987)
11. We'll Be Together – 3:51
  - Versione alternativa della canzone originariamente pubblicata nell'album ...Nothing Like the Sun (1987)
12. Moon Over Bourbon Street - 4:00
  - Originariamente pubblicata nell'album The Dream of the Blue Turtles (1985)
13. Love Is the Seventh Wave - 3:32
  - Originariamente pubblicata nell'album The Dream of the Blue Turtles (1985)
14. Russians – 3:58
  - Originariamente pubblicata nell'album The Dream of the Blue Turtles (1985)
15. Why Should I Cry for You – 4:50
  - Versione remixata della canzone originariamente pubblicata nell'album The Soul Cages (1991)
16. This Cowboy Song – 5:00
  - Inedito
17. Fragilidad - 3:51
  - Originariamente pubblicata nell'EP ...Nada como el sol (versione in lingua spagnola di Fragile)

- Nell'edizione brasiliana Fragilidad è sostituita da Frágil (versione in lingua portoghese di Fragile)
- Nell'edizione italiana Fragilidad è sostituita da Muoio per te (versione in lingua italiana di Mad About You).

## Classifiche

### Classifiche settimanali
| Classifica (1994-95) | Posizione massima |
| -------------------- | ----------------- |
| Australia            | 20                |
| Austria              | 7                 |
| Belgio (Fiandre)     | 17                |
| Belgio (Vallonia)    | 15                |
| Canada               | 14                |
| Europa               | 2                 |
| Finlandia            | 48                |
| Francia              | 4                 |
| Germania             | 4                 |
| Irlanda              | 4                 |
| Italia               | 1                 |
| Norvegia             | 5                 |
| Nuova Zelanda        | 5                 |
| Paesi Bassi          | 5                 |
| Portogallo           | 5                 |
| Regno Unito          | 2                 |
| Spagna               | 8                 |
| Svezia               | 5                 |
| Svizzera             | 5                 |

### Classifiche di fine anno
| Classifica (1994) | Posizione |
| ----------------- | --------- |
| Canada            | 91        |
| Francia           | 49        |
| Italia            | 8         |
| Paesi Bassi       | 41        |
| Regno Unito       | 19        |
| Classifica (1995) | Posizione |
| Austria           | 33        |
| Belgio (Vallonia) | 23        |
| Canada            | 85        |
| Paesi Bassi       | 26        |
| Regno Unito       | 67        |
| Stati Uniti       | 62        |
| Svizzera          | 44        |
| Classifica (1996) | Posizione |
| Regno Unito       | 134       |